# 343

343(삼백사십삼)은 342보다 크고 344보다 작은 자연수다.

## 수학
- 합성수로, 그 약수는 1, 7, 49, 343이다. 진약수의 합은 57이므로, 343은 부족수다.
- 7번째 세제곱수다. 앞의 세제곱수는 216, 다음은 512이다.
- 7번째 십팔각수다. 앞의 십팔각수는 246, 다음은 456이다.
- 회문수다.
- {\displaystyle 18^{3}-1}은 343으로 나누어떨어진다.

## 과학
- NGC 343(영어판): 고래자리 방향에 있는 상호작용은하.

## 교통

### 철도
- 수도권 전철 3호선 매봉역의 역번호.

### 도로
- 일본 343번 국도(일본어판): 이와테현 리쿠젠타카타시에서 오슈시까지 이어지는 일본의 국도.
- 현도 제343호선

## 군사
- U-343(영어판, 독일어판): 제2차 세계 대전에 사용된 나치 독일의 군용 잠수함.

## 문화유산
- 대한민국의 보물 제343호: 부여 외리 문양전 일괄
- 대한민국의 사적 제343호: 서울 호암산성

## 방송
- U+ TV의 JEI 잉글리쉬 TV 채널 번호.

## 스포츠
- 3-4-3: 축구의 포메이션의 하나.

## 기타
- 연도: 343년, 기원전 343년
- 343 인더스트리: 미국의 비디오 게임 개발사.